# Construção de Deus
A Construção de Deus (em russo:  богостроительство, bogostroitel'stvo) é uma ideia proposta por alguns dos primeiros marxistas proeminentes da facção bolchevique do Partido Trabalhista Social-Democrata Russo. Inspirado na Religião da Humanidade de Auguste Comte, o conceito teve alguns precedentes na Revolução Francesa com o Culto da Razão. A ideia propunha que, no lugar da abolição da religião, deveria haver um contexto metarreligioso no qual as religiões fossem vistas principalmente em termos do efeito psicológico e social do ritual, do mito e do simbolismo, e que tentasse aproveitar esta força para objectivos pró-comunistas, tanto através da criação de novos rituais e simbolismos, como através da reinterpretação de rituais e simbolismos existentes num contexto socialista. Em contraste com o ateísmo leninista, os chamados construtores de Deus assumiram uma posição oficial de agnosticismo.
Os construtores de Deus defendiam o papel emocional do sentimento religioso e propunham uma narrativa de deificação secularizada para a construção de um novo ser humano coletivo do futuro. Dentre seus expoentes, se incluíram Anatoly Lunacharsky, Maxim Gorky, Alexander Bogdanov e Vladimir Bazarov; uma culminância de seu movimento ocorreu na chamada escola de Capri, de 1907 a 1910. Os construtores de Deus foram um dos dois principais campos de intelectuais na Era de Prata russa que buscavam alternativas à visão de mundo rigidamente materialista, o outro grupo sendo o dos buscadores de Deus (bogoiskatelia), antagônicos a eles. Tendo se articulado muito em resposta e diálogo ao idealismo desses últimos, pode-se dizer em certa medida que os construtores de Deus se constituíram inspirados pelos buscadores de Deus.

## Origem
O conceito de bogostroitel'stvo foi alcançado de forma independente por Anatoly Lunacharsky e Maxim Gorky. Eles estavam convictos de que o elemento emocional era religioso e uma dimensão essencial ao ser humano, e o coletivismo fundamentava seu entendimento religioso do socialismo. Para ambos, a construção de Deus era uma forma de se atingir um "novo tipo psicológico" ou "novo homem" do futuro.
Lunacharsky estava alinhado com a ala vperedista da facção bolchevique. Embora mais tarde ele voltasse a se juntar aos bolcheviques e de fato se tornasse chefe do Comissariado do Povo para a Educação depois de outubro de 1917, ele estava originalmente intimamente associado ao rival de Vladimir Lenin, seu cunhado Alexander Bogdanov. Em sua obra de dois volumes, Religião e Socialismo (1908–11), Lunacharsky propôs sua teoria de bogostroitel'stvo:

"O socialismo científico é a mais religiosa de todas as religiões, e o verdadeiro social democrata é o mais profundamente religioso de todos os seres humanos."
Ele propôs um novo sentimento religioso que se acomodaria à visão de mundo do comunismo, criando uma nova religião que fosse compatível com a ciência e não baseada em quaisquer crenças sobrenaturais. Segundo Lunacharsky: "Socialismo é um tipo particular de religião―sem Deus, sem um mundo transcendente e sem um grama de misticismo e metafísica".
Lunacharsky afirmou que, embora a religião tradicional fosse falsa e usada para fins de exploração, ela ainda cultivava emoções, valores morais, desejos e outros aspectos da vida que eram importantes para a sociedade humana. Ele acreditava que estes aspectos deveriam ser transformados em valores humanísticos positivos de uma nova moralidade comunista, em vez de se destruir completamente a religião quando esta servia de base psicológica e moral para milhões de pessoas. Na sua ideia, Deus seria gradualmente substituído por uma nova visão da humanidade e, ao fazê-lo, o socialismo alcançaria grande sucesso.:20
Ele e os seus apoiantes argumentaram que o marxismo era demasiado mecanicamente determinista no que diz respeito aos seres humanos e que sozinho não seria capaz de inspirar massas populares. Eles postularam ainda que o simbolismo e o ritual desempenhavam um papel social e psicológico necessário. Quanto ao valor social da religião, Lunacharsky escreveu:

"Do ponto de vista socialista, a atitude do movimento proletário em relação às organizações religiosas é construída com base nas suas posições na luta de classes. O socialismo olha os movimentos religiosos do ponto de vista do bem comum, bem como do desenvolvimento físico, moral e mental, o que implica o seguinte:

1. O socialismo luta contra as superstições e preconceitos religiosos baseados no conhecimento empírico da ciência objetiva e subjetiva.
2. O socialismo luta contra os intelectuais religiosos que servem a burguesia, tal como luta contra os intelectuais seculares que apoiam a burguesia.
3. O socialismo é estranho ao ateísmo militante, baseado na oposição ao preconceito e à violência contra as pessoas.
4. A liberdade socialista implica também liberdade religiosa e uma busca independente da verdade para cada pessoa.
5. O socialismo não pode defender dogmaticamente qualquer posição sobre as afirmações “Deus existe” ou “Deus não existe”, e assume uma posição de agnosticismo ou de “possibilidades abertas”.

6. O socialismo une grupos ideológicos seculares e religiosos na luta pelo proletariado. Qualquer ação que vise fundir o socialismo com o fanatismo religioso, ou o ateísmo militante, são ações que visam dividir a classe proletária e têm a fórmula de “dividir para governar”, que joga a favor da ditadura burguesa."
A "religião da humanidade" de Ludwig Feuerbach, na qual esta foi inspirada, sustentava que Deus seria substituído pelo homem como objeto de adoração. Isso não significava que indivíduos isolados seriam adorados, mas sim que todo o potencial da raça humana e todas as suas realizações seriam objeto de adoração. Em vez de projetar os valores humanos nos céus e submeter as pessoas à sua própria criação ilusória, esses valores seriam adorados na humanidade como um todo, que os possuía coletivamente. Esta religião levaria as pessoas a valorizarem-se e a encontrarem um propósito comum, uma comunidade e um significado universal em si mesmas como um coletivo.
Junto com a recepção hegeliana de Feuerbach, eles também se inspiraram no Naturfilosofie de Richard Avenarius, no empiriocriticismo de Ernst Mach, bem como em Friedrich Nietzsche. Foram também chamados de "marxistas nietzscheanos", pois que afirmavam o ensino do Übermensch como o ser humano futuro, perfeito, divino, supraindividual e imortal. Lunacharsky também estava particularmente interessado nas Escolas de Mistérios Gregas, especialmente nos Mistérios de Elêusis. Lunacharsky via os Mistérios de Elêusis como um modelo de como o ritual comunitário poderia ser usado como veículo para o ensino de conceitos morais.
Tal como Sergei Bulgakov, Lunacharsky e Gorky afirmavam que o povo devoto russo teriam melhor recepção de um socialismo religioso.
Os construtores de Deus entendiam que o termo religião significava uma ligação entre os seres humanos como indivíduos, uma ligação entre os seres humanos e as comunidades, e uma ligação entre os seres humanos e as sociedades do passado e do futuro. Lunacharsky escreveu: "Em prol da grande luta pela vida... é necessário que a humanidade se funda quase organicamente em uma unidade integral. Não uma ligação mecânica ou química... mas uma ligação psíquica, conscientemente emocional... é na verdade uma emoção religiosa." Ele argumentou que o ateísmo em si é pessimista, porque a vida perde o sentido, e que para resolver isso é necessário recorrer ao prazer de uma religião para dar sentido. O ateísmo não proporcionou às pessoas o significado nas suas vidas que a religião proporcionou e, uma vez eliminada a religião, as pessoas sentir-se-iam vazias, a menos que algo fosse colocado no seu lugar. Em seu lugar, Lunacharsky propôs que deveriam colocar a humanidade como uma entidade transcendente.:93

Lunacharsky desejava mudar o mandamento de amar a Deus acima de tudo::94
"Você deve amar e divinizar a matéria acima de tudo, [amar e divinizar] a natureza corporal ou a vida do seu corpo como a causa primária das coisas, como existência sem começo nem fim, que foi e sempre será... Deus é a humanidade em seu potencial mais elevado. Mas não existe humanidade no mais alto potencial... Amemos então os potenciais da humanidade, os nossos potenciais, e representemos-os numa guirlanda de glória para amá-los cada vez mais."
Lunacharsky via o marxismo como tendo componentes religiosos, incluindo a sua fé na vitória inevitável do socialismo, bem como a sua crença na ciência e na existência material como produtoras de todas as relações humanas. Esses elementos poderiam auxiliar na Construção de Deus. Lunacharsky interpretou os acontecimentos da revolução de 1905 como uma expressão das forças religiosas da nação. A religião a ser criada adoraria o ideal social do socialismo na sua deificação da humanidade.:94
Lunacharsky e os seus apoiantes rejeitaram a divindade de Cristo, mas respeitaram-no profundamente e reinterpretaram-no como um líder revolucionário e o primeiro comunista do mundo. A nova religião teria orações dirigidas ao progresso, à humanidade e ao gênio humano. A oração coletiva, e não individual, foi enfatizada devido ao desejo de usar a prática espiritual para apoiar uma ação revolucionária comum. Esta nova religião teria templos e rituais, e teatro com peças simbólicas para induzir sentimentos espirituais. Lunacharsky acreditava que o teatro e o simbolismo eram ferramentas importantes de transformação psicológica e sociológica e da "luta da alma humana" contra a opressão.:94-5

## Rejeição
A noção de Anatoly Lunacharsky de que a religião era um fenômeno complexo com muitos aspectos contrastava com as opiniões de outros líderes soviéticos nos primeiros dias da URSS que pensavam que a religião desapareceria com as mudanças nas condições materiais, sob a presunção marxista de que a religião e toda ideologia era simplesmente um produto de condições materiais.:20
Vladimir Lenin enfureceu-se com este conceito, e considerou extremamente prejudicial a posição de Lunacharsky, ao supostamente transformar o marxismo num reformismo liberal moderado.:20 Ele acreditava que isso obscurecia o fato de que a religião tinha sido uma ferramenta de exploração ideológica e que esta ideia estava a fazer um compromisso com as forças reacionárias.
Nas discussões iniciais que se seguiram à revolução de 1905, Lenin atacou os construtores de Deus dentre outros "empiriocríticos", em sua obra Materialismo e Empiriocriticismo. Bogdanov respondeu em um artigo em que acusava Lenin de ter um apego religioso a uma forma de entendimento do materialismo. Bognadov inicialmente chamava seu sistema de construção de Deus de "empiriomonismo", e posteriormente de "tectologia"; Bogdanov, diferente das afirmações de Lenin de que ele era idealista, considerava que o mundo é real, porém que as coisas-em-si eram filtradas pela lente da cultura.
No ano de 1908 ocorreu a publicação de grandes obras e simpósios dos construtores de Deus, que se consideravam como propondo uma síntese entre os buscadores de Deus e os marxistas ortodoxos, ao mesmo tempo em que se defendiam dos ataques de ambos. Eles tentaram articular outras duas escolas partidárias para a educação de trabalhadores, porém sem sucesso.
A vitória de Lenin na Revolução de Outubro de 1917 levou à rejeição desta escola de pensamento, exceto no caso de Alexander Bogdanov.

Lenin tinha opiniões fortes sobre a religião há muitos anos:
"A religião é uma das formas de opressão espiritual que em toda a parte pesa fortemente sobre as massas populares, sobrecarregadas pelo seu trabalho perpétuo pelos outros, pela necessidade e pelo isolamento. A impotência das classes exploradas na sua luta contra os exploradores dá origem tão inevitavelmente à crença numa vida melhor após a morte como a impotência do selvagem na sua batalha com a natureza dá origem à crença em deuses, demônios, milagres e coisas do gênero. Aqueles que trabalham e vivem em necessidade durante toda a vida são ensinados pela religião a serem submissos e pacientes enquanto estão aqui na terra e a se consolarem na esperança de uma recompensa celestial. Mas aqueles que vivem do trabalho dos outros são ensinados pela religião a praticar a caridade enquanto estão na terra, oferecendo-lhes assim uma forma muito barata de justificar toda a sua existência como exploradores e de lhes vender a um preço moderado bilhetes para o bem-estar no céu. A religião é ópio para o povo. A religião é uma espécie de bebida espiritual, na qual os escravos do capital afogam a sua imagem humana, a sua exigência de uma vida mais ou menos digna do homem."
Marx também rejeitou a ideia de Feuerbach de uma religião da humanidade; este exemplo serviu ao argumento de Lenin. Lenin não se comprometeria com a religião, mesmo nesta forma, e sentiu que esta acabaria por degenerar numa traição à causa bolchevique.:21 O próprio Lunacharsky cedeu à visão ateísta após a revolução, mudando sua visão sobre Cristo na propaganda posterior, chamando-o de personalidade mítica e não de figura histórica.:95

## Legado de Lunacharsky
Ideias de Lunacharsky foram adotadas por vários outros líderes bolcheviques, incluindo Maxim Gorky e Alexander Bogdanov, apesar de este último ter criticado em alguns momentos os conceitos e termos religiosos de Lunacharsky.
Lunacharsky defendeu a crítica aos clérigos por não conseguirem manter o ensino bíblico e outras estratégias que dependiam de uma compreensão mais profunda da religião. Embora ele tenha apelado à moderação (não por princípio, mas por preocupações pragmáticas) e esta fosse ignorada, as visões simplistas sobre a religião como um mero fenômeno de classe foram descartadas em favor da compreensão da mesma como um fenômeno mais complexo.
Ideias relacionadas à construção de Deus surgiram nos anos seguintes.
A partir de 1926, um escritor e médico russo-soviético, chamado V. Veresaev, defendeu o desenvolvimento de rituais belos e padronizados para ocasiões importantes, como dar nomes a crianças, casamentos e funerais. Ele argumentou que o estado já possuía muitos rituais (desfiles, manifestações, etc.), mas que eles eram "deprimentemente sem talento e miseráveis".:92 Ele e muitos outros argumentaram que as pessoas iam às igrejas devido à decepção com a indiferença burocrática e a má qualidade dos casamentos ou dos registos de nascimento do Estado soviético. Um professor rural comunista que o apoiava afirmou que não pregaria o ateísmo aos camponeses porque quando alguém os torna ateus, priva-os de todos os rituais juntamente com a religião e não dá nada para os substituir. Um ativista do Komsomol que o apoiava apresentou o caso de uma pessoa cuja esposa havia morrido, foi enterrada por meio de uma cerimônia secular-comunista emocionalmente fria e indiferente, e o homem, muito deprimido por isso, consumiu uma garrafa cheia de vodca enquanto derramava lágrimas. Lenin afirmou que a religião era uma espécie de bebida espiritual, na medida em que agia como uma droga para as pessoas, enquanto este homem se voltou para a bebida em vez da religião.:92
Veresaev, porém, foi atacado por intelectuais marxistas e suas ideias, como as de Lunacharsky, foram rejeitadas. Veresaev alertou que "a vida se tornaria uma chatice e o homem se transformaria em um recipiente vazio", e que essas pessoas que se opunham a ele eram "pessoas curvadas com testas salientes, olhos míopes e óculos grossos" que não apreciavam beleza e não precisavam de rituais em suas vidas.:92
A ideia de Lunacharsky de "construção de Deus" não seria reavivada de forma significativa, contudo, até a década de 1960.
A Igreja Ortodoxa Russa viu toda esta nova religião na categoria dos falsos profetas que Cristo havia predito, e relacionou-a com o satanismo. Laskovaia, um autor soviético, apontou uma semelhança nas ideias de Lunacharsky com o conceito da Morte de Deus de teólogos ocidentais, como Dietrich Bonhoeffer e John A. T. Robinson .:95

### Reavivamento da Construção de Deus
Em fevereiro de 1962, a "Conferência de Toda União Soviética sobre Propaganda Científica" foi realizada em Moscou. Entre as ideias discutidas foi sugerido que “As pessoas religiosas devem ser educadas nos princípios da moralidade e ética comunistas, os costumes e tradições religiosas devem ser substituídos por festas e rituais religiosos para satisfazer as necessidades estéticas e emocionais dos crentes”.:91
Em 1965, quando o ataque de Nikita Khrushchev à religião parecia não produzir resultados eficazes, começaram a aparecer na imprensa soviética mais sugestões de que deveriam ser instituídos ritos pseudorreligiosos que criassem uma ligação mística entre as pessoas e a prometida sociedade comunista do futuro, glorificada no trabalho do presente. Os ritos e serviços seriam orientados para um futuro utópico prometido pela sociedade comunista. Eventos e dias para glorificar o comunismo seriam celebrados. Templos especiais com ornamentos artísticos simbólicos seriam construídos para glorificar o comunismo como a maior conquista do homem, com oratórios compostos e executados nos templos.:95
Os novos proponentes deste esquema de Construção de Deus não foram tão longe como Lunacharsky e tentaram evitar desafiar abertamente a repreensão anterior de Lenin. A discussão teórica produziu pouco do que propunha, mas abriu caminho para a introdução de rituais especiais criados em determinados eventos oficiais. Por exemplo, em 1966, foi criado um "Dia Sindical do Trabalhador Agrícola" baseado em rituais ligados ao Dia de São João Batista. As novas cerimônias pretendiam ajudar a chamar as pessoas para a unidade social, política e ideológica da sociedade sob o socialismo.:96 Na Ucrânia foi chamado de "Feriado da Foice e do Martelo", que é descrito::96
"Numa manhã de início de dezembro, os tratoristas [da região circundante] convergem para Zhytomyr. À entrada da cidade são recebidos pelos representantes das fábricas da cidade que lhes informam sobre o progresso da emulação socialista e convidam os motoristas para as suas fábricas, onde os camponeses e os trabalhadores se engajam em discussões introspectivas e de negócios. Em seguida, acontece um desfile de tecnologia agrária na Praça Lenin. Solenemente, acompanhados por uma orquestra, os melhores trabalhadores e camponeses recebem os seus prêmios e diplomas. Depois, todos eles fazem promessas públicas de cotas de produção para o próximo ano no teatro da cidade."
Ritos e cerimônias especiais foram concebidos na década de 1960 para celebrar a concessão de passaportes no décimo sexto aniversário. Outro rito foi criado para a iniciação nas fileiras dos trabalhadores e camponeses. Já no final da década de 1950, o estado também vinha realizando casamentos civis mais cerimoniosos, cerimônias de nomeação de bebês e funerais, a fim de competir com a igreja.
Na Ucrânia Ocidental, clubes de ateus militantes nos anos pós-Khrushchev criaram novos ritos seculares para substituir os ritos relacionados com a igreja.:115
O paganismo ressurgiu em áreas das quais a igreja tinha sido eliminada, e isto foi usado nos argumentos daqueles que argumentavam a favor da construção de Deus e da necessidade de as pessoas terem religião.
A propaganda oficial soviética proclamou muito sucesso nestes ritos que afastam as pessoas da igreja, no entanto, isto pode não ter sido verdadeiro. Os números oficiais que mostram declínios nos batismos ou casamentos na igreja podem ter refletido mais pessoas a pedir aos pastores que fizessem tais coisas secretamente, em vez de um declínio real após a introdução de ritos seculares incrementados.